# Sleeping with Sirens
Sleeping with Sirens är ett post hardcoreband som bildades 2009 i Orlando, Florida av Kellin Quinn, Gabe Barham, Justin Hills, Jesse Lawson och Jack Fowler. Bandets mest kända album är Let's Cheers to This som släpptes 2009 via Rise Records. Bandets senaste album, Gossip släpptes 2017 via Warner Bros. Records. I oktober 2013 bestämde sig gitarristen Jesse Lawson för att lämna Sleeping with Sirens för att kunna lägga mer tid på sin familj. Numera är Nick Martin gitarrist i bandet.

## Medlemmar
Nuvarande medlemmar
- Kellin Quinn – sång, keyboard (2009– )
- Justin Hills – basgitarr, bakgrundssång (2009– )
- Jack Fowler – sologitarr, programmering (2010– )
- Nick Martin – rytmgitarr, sång (2013– )

Tidigare medlemmar
- Brian Calzini – sång (2009)
- Dave Aguliar – rytmgitarr, bakgrundssång (2009)
- Paul Russell – basgitarr (2009)
- Alex Kaladjian – trummor, percussion (2009)
- Brandon McMasters – sologitarr, bakgrundssång (2009–2010)
- Nick Trombino – rytmgitarr, bakgrundssång (2009–2010)
- Jesse Lawson – rytmgitarr, sång (2010–2013)
- Gabe Barham – trummor (2009–2019)

Turnerande medlemmar
- Alex Howard – bakgrundssång, rytmgitarr, keyboard (2014– )
- Matty Best – trummor (2019– )

## Diskografi

### Studioalbum
- 2010 – With Ears to See and Eyes to Hear
- 2011 – Let's Cheers to This
- 2012 – If You Were a Movie, This Would Be Your Soundtrack
- 2013 – Feel
- 2015 – Madness
- 2017 – Gossip
- 2019 – How It Feels to Be Lost

### Livealbum
- 2016 – Live and Unplugged

### EP
- 2012 – If You Were a Movie, This Would Be Your Soundtrack

### Singlar
- 2011 – "Do it Now, Remember it Later"
- 2011 – "Fire"
- 2012 – "Dead Walker Texas Ranger"
- 2013 – "Low"
- 2013 – "Alone"
- 2014 – "Kick Me"
- 2017 – "Legends"
- 2017 – "Empire to Ashes"
- 2017 – "Cheers"
- 2017 – "Trouble"
- 2017 – "Christmas on the Road"
- 2019 – "Leave It All Behind"
- 2019 – "Break Me Down"
- 2019 – "Agree to Disagree"
- 2019 – "How It Feels to Be Lost"